# Lochmaea suturalis
Lochmaea suturalis là một con bọ thuộc chi Lochmaea bản địa của tây Bắc Âu. Chúng rất khó để phát hiện khi chúng được ngụy trang với màu nâu và dài khoảng 6 milimét (0,24 in). Chúng có xu hướng ẩn nấp và chúng ẩn vào những bụi cây nếu họ bị xáo trộn.